# Tarachidia candefactella
Tarachidia candefactella är en fjärilsart som beskrevs av Embrik Strand 1917. Tarachidia candefactella ingår i släktet Tarachidia och familjen nattflyn. Inga underarter finns listade i Catalogue of Life.